# 努爾·阿明
努尔·阿明（1893年7月15日—1974年10月2日） 是一位巴基斯坦政治家，也是一名法学家，曾担任第八任巴基斯坦總理和代總統，也是巴基斯坦第一位也是唯一一位副总统。他是巴基斯坦最后一位孟加拉裔巴基斯坦人领导人。他的总理任期只有13天，是巴基斯坦历史上任职时间最短的。

## 早年
1893年7月15日出生於英屬印度孟加拉管轄區婆羅門巴里亞縣，早年曾在加爾各答大學學習，畢業後當過教員。在這個過程中，他認識了未來的巴基斯坦國父穆罕默德·阿里·真納，成為前者的得力助手之一。受命到東孟加拉地區（現孟加拉國）發展和團結穆斯林。積極創建雙頭巴基斯坦。

## 政治生涯
1948年，阿敏加入巴基斯坦穆斯林聯盟。接替時任巴基斯坦總督卡瓦賈·納茲穆丁担任東巴基斯坦首席部长，在時任巴基斯坦總理利雅卡特·阿里·汗被暗殺後领导供应部。阿敏雖然是孟加拉人，不過他在1952年反对孟加拉语言运动。1962年他退出穆斯林聯盟。在参加1970年巴基斯坦大选之后，他被任命为巴基斯坦总理。不久後，他在前總統葉海亞·汗將軍下台后被新總統佐勒菲卡爾·阿里·布托任命為副總統，他是巴基斯坦第一位也是唯一一位副總統，领导巴基斯坦反對孟加拉國解放戰爭。
作为一名反战人士和主要的巴基斯坦运动活动家，阿敏在巴基斯坦国内被认为是爱国者，他致力于保持巴基斯坦的统一。他反对孟加拉国解放战争和在東巴基斯坦創建一個新政府，但在探照灯行動之后，他致力于重新打开交战双方之间的沟通渠道，遏制战时罪行，并遣返孟加拉国獨立后滞留在巴基斯坦西部的孟加拉人。

## 逝世
1974年10月2日，阿敏因心力衰竭在拉瓦爾品第逝世。一年前改任巴基斯坦總理的佐勒菲卡爾·阿里·布托為他舉行了國葬。他被埋葬在領袖陵旁邊。他的陵墓是专门设计的，由意大利白色大理石制成，上面用金色字母写着他的名字和貢獻。

## 個人生活
阿敏写了一本未出版的自传。他的小儿子安華魯·阿敏·馬克龍是孟加拉国中央銀行的前总经理，并在伦敦开设了這家銀行的第一家海外分行。安華魯与塔米祖丁·汗的女儿拉齊亞·汗结婚，有一个儿子叫凱瑟·塔米茲·阿敏，一个女儿叫艾莎·梅林·阿敏。

## 名言
達卡陷落了，東巴基斯坦離開了這裡，你们自己卻還在享受......！————1971年，阿敏對時任巴基斯坦總統葉海亞·汗的抗議。

## 評價
第19任巴基斯坦總理馬利克·米拉吉·哈立德稱阿敏是「領袖值得信赖的朋友，也是雙頭巴基斯坦运动和巴基斯坦的英勇战士。他证明了自己是（巴基斯坦）团结的斗士，并凭借自己的努力、智慧和奋斗为自己赢得了最高的宝座……。」然而在孟加拉国，他被认为是抛弃自己人民的叛徒。